# Обща политика за сигурност и отбрана
Общата политика за сигурност и отбрана (ОПСО) е основен елемент на Общата външна политика и политика на сигурност на Европейския съюз.
Тя отговаря за военната политика на Европейския съюз.